# Næstved Latinskole
Næstved Latinskole, også kaldet Peder Syvs Hus efter skolemester og sprogforsker Peder Pedersen Syv (1631-1702), der 1658-1664 var forstander på Latinskolen. 
Næstved latinskole blev stiftet 29. november 1135 af Ridder Peder Bodilsen i St. Peders kloster (Skovkloster). 
Omkring 1400 flyttedes skolen til Næstved hvor en ny Latinskolen blev bygget i slutningen af 1400-tallet, som et oprindelig treetagers hus med tegltag, i østlig forlængelse af Tuesens Boder. 
Latinskolen blev nedlagt 1739, hvorefter Næstved var uden nogen højere skoleuddannelse indtil 1943, hvor Næstved Gymnasium blev oprettet. 
Skolebygningen blev revet ned 1880, for at gøre plads til en ny skole, der frem til 2012/13 fungerede som Næstveds musik- og kulturskole. I dag holder Næstved Erhverv til i bygningen.

## Kendte studenter
- 1704 Rasmus Æreboe